# Traité de Tien-Tsin (1858)
Pour les articles homonymes, voir Traité de Tien-Tsin.

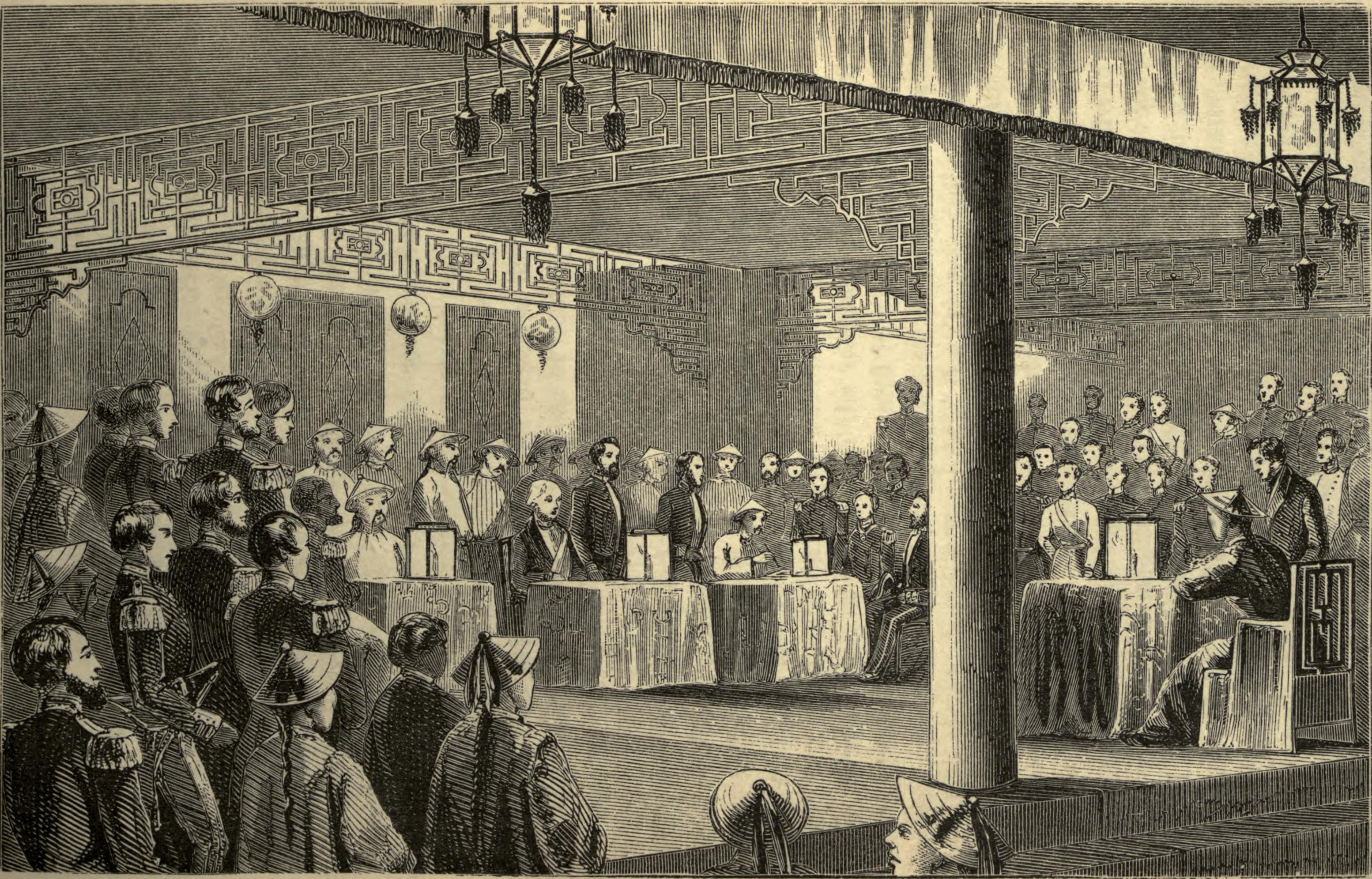
Signature du traité de Tianjin (gravure de 1860).

Le traité de Tientsin, ou traité de Tianjin (chinois simplifié : 天津条约 ; chinois traditionnel : 天津條約 ; pinyin : tiānjīn tiáoyuē), est un traité de paix qui fut signé le 26 juin 1858, clôturant la première phase de la seconde guerre de l'opium (1856-1860). Le Second Empire français, le Royaume-Uni, l'Empire russe et les États-Unis furent les parties concernées. Ce traité permettait l'ouverture de onze nouveaux ports chinois (voir traité de Nankin) aux étrangers, autorisant des délégations étrangères à Pékin, ainsi que l'activité des missionnaires chrétiens et légalisant l'importation de l'opium. Il fut ratifié par l'empereur de Chine à la convention de Pékin en 1860, à la fin de la guerre.
Cet accord fait partie des « traités inégaux », série de traités imposés militairement par les puissances colonisatrices occidentales aux pays d'Extrême-Orient.

## Points importants
1. Britanniques, Français et Américains auront le droit d'établir des délégations permanentes à Pékin (cité interdite à beaucoup d'étrangers jusqu'alors) ;
2. Onze ports chinois (voir l'article XI du traité) de plus seront ouverts au commerce étranger (on retrouve Yingkou, Danshui, Hankou et Nankin) ;
3. Les bateaux étrangers (même militaires) pourront naviguer sans contrôle sur le Yangzi Jiang ;
4. Les étrangers pourront voyager dans les régions intérieures de la Chine afin de commercer, envoyer des missionnaires ou tout autre but ;
5. La Chine devra payer une indemnité à l'Angleterre et à la France de 2 millions de Tael d'argent chacun, et une compensation aux marchands anglais de 2 autres millions ;
6. Les lettres et documents officiels entre la Chine et le Royaume-Uni devront exclure pour désigner les sujets de la Couronne britannique et ses officiels le caractère « 夷 » ou « yi » signifiant « barbares »[1] ;
7. Légalisation de l'opium par la Chine, dont l'illégalité n'avait pas été remise en cause par le traité de Nankin.

## Définitions
Le traité de Tientsin, appelé par certains historiens contemporains traité de Tianjin, use parfois de termes ambigus au sens trompeur. Par exemple, les expressions « colonie » et « concession ». La colonie se rapporte à une bande de terre pour laquelle une puissance étrangère possède un bail et qui est composée d'étrangers ainsi que de locaux. Elle est gouvernée localement par des étrangers désignés. La concession se rapporte à un bail à long terme sur un territoire entièrement contrôlé par une autre nation. Il est gouverné par un représentant consulaire.

## Implication américaine
À la suite des puissances européennes, les États-Unis s'orientent vers la création d'un empire colonial avec la création d'une flotte militaire et la mise en place de mesures protectionnistes. Ce nouvel impérialisme amène le pays à tourner ses vues vers le Pacifique et en particulier la Chine. Les États-Unis étaient une des nations signataires du traité chinois et elle a forcé l'ouverture de 23 concessions par le gouvernement chinois. Alors qu'il est souvent noté que l'État américain ne disposait d'aucune colonie en Chine, il partageait néanmoins avec les Anglais certains des territoires obtenus et était invité à prendre une partie de Shanghai ce qu'il a refusé le jugeant trop désavantageux. 

## Conséquences
Le traité de Tianjin fait partie des traités inégaux, violant la souveraineté territoriale de l'empire des Qing, légalisant le commerce de l'opium, vidant un peu plus les caisses de l'État et aggravant son déficit commercial au profit des Britanniques. Il permit aux missionnaires étrangers de circuler librement dans tout le pays. Ratifié par la convention de Pékin, il conduisit au sac du palais d'Été en octobre 1860.